# Czarna Białostocka
Czarna Białostocka (udtale: [ˈt͡ʂarna bʲawɔˈstɔt͡ska])  er en by  i den centrale del af voivodskabet Podlaskie i det nordøstlige Polen,  med   8.943(2021)  indbyggere og et areal på 	14,28 km².  Den  er en del af  powiatet (amt) Białystok.
Byen ligger omkring 20 kilometer nordøst for Białystok. Grænsen til Hviderusland løber omkring 35 kilometer øst for Czarna Białostocka. Byen er omgivet af Puszcza Knyszyńska skovene. 